# Enceinte médiévale de Diemeringen
L'enceinte médiévale de Diemeringen est un monument historique situé à Diemeringen, dans le département français du Bas-Rhin.

## Localisation
Cette construction est située au 27 impasse du Château à Diemeringen.

## Historique
L'édifice fait l'objet d'une inscription au titre des monuments historiques depuis 1999.